# Кристиан Фридрих фон Кастел-Рюденхаузен
Кристиан Фридрих фон Кастел-Рюденхаузен (на немски: Christian Friedrich zu Castell-Rüdenhausen) от род Кастел е граф и господар на Кастел-Рюденхаузен от 1803 до 1806 г. След прекратяването на графството той става баварски племенен господар.

## Биография
Роден е на 21 април 1772 година в Ремлинген. Той е вторият син на граф Кристиан Фридрих Карл фон Кастел-Ремлинген (1730 – 1773) и съпругата му графиня Катарина Хедвиг фон Кастел-Ремлинген (1730 – 1783), дъщеря на граф Карл Фридрих Готлиб фон Кастел-Ремлинген (1679 – 1743) и графиня Фридерика Елеонора фон Кастел-Рюденхаузен (1701 – 1760), наследничка на Рюденхаузен. Брат е на граф Албрехт Фридрих Карл фон Кастел-Кастел (1766 – 1810), женен в Кастел на 30 април 1788 г. за принцеса София Амалия Шарлота фон Льовенщайн-Вертхайм-Вирнебург (1771 – 1823), бъдещата му трета съпруга.
След ранната смърт на баща му през 1773 г. младият граф първо е под опекунството на княз Кристиан Фридрих Карл фон Хоенлое-Кирхберг. След края на частното обучение той следва в университетите в Йена и Ерланген. След това той пътува из Германия и Швейцария. През 1797 г. поема като съ-регент господството в Ремлинген. С бездетната смърт на граф Фридрих Лудвиг фон Кастел-Рюденхаузен през 1803 г. графството е обединено. Двамата братя Албрехт Фридрих Карл и Кристиан Фридрих разделят отново господарството на две линии. През 1806 г. графството е прекратено на 3 септември и на 25 септември отива към Курпфалц-Бавария. Графовете стават племенни господари.
Кристиан Фридрих фон Кастел-Рюденхаузен умира на 28 март 1850 г. в Рюденхаузен на 77-годишна възраст. Внукът му Волфганг фон Кастел-Рюденхаузен (1830 – 1913) става на 7 март 1901 г. 1. княз на фон Кастел-Рюденхаузен.

## Фамилия
Първи брак: на 21 април 1797 г. в Ангерн с графиня Албертина Елеонора Юлиана Теофила фон дер Шуленбург (* 16 февруари 1778, Магденбург; † 30 октомври 1838, Бад Мускау), дъщеря на граф Александер Фридрих Кристоф фон дер Шуленбург (1720 – 1801) и Луиза Елеонора фон Бисмарк (1743 – 1803). Бракът е бездетен. Те се развеждат през 1803 г. Албертина фон дер Шуленбург се омъжва втори път на 28 август 1806 г. за Леополд фон Цитен († декември 1812, Вилна) и трети път на 1 февруари 1817 г. в Дрезден за Ернст фон Титцен-Хенинг (1785 – 1854).
Втори брак: на 25 юни 1804 г. с графиня Луиза Каролина фон Ортенбург (* 15 януари 1782, Ортенбург; † 15 декември 1847, Аугсбург), дъщеря на граф Карл Албрехт фон Ортенбург (1743 – 1787) и графиня Кристиана Луиза фон Залм, вилд-и Рейнграфиня в Гаугревайлер, Райнграфенщайн (1753 – 1826). Те се развеждат на 29 септември 1811 г. във Вюрцбург. Те имат две деца:
- Лудвиг Франц Адолф Фридрих Карл фон Кастел-Рюденхаузен (* 15 март 1805, Рюденхаузен; † 11 юни 1849, Рюденхаузен), наследствен граф на Кастел-Рюденхаузен, женен I. на 21 септември 1827 г. в Байройт за графиня Клара фон Ранцау (* 29 май 1807; † 30 юни 1838, Кирх-Шьонбах), II. на 8 юни 1840 г. в Росбах за фрайин Фридерика Мария Кристиана фон Тюнген (* 18 юли 1818, Тюнген; † 24 октомври 1888, Рюденхаузен)
- Мария Анна Каролина! Луиза Ернестина Фридерика (* 1 май 1806, Нюрнберг; † 18 юли 1884, Вилдбад), неомъжена

Луиза Каролина фон Ортенбург се омъжва втори път 1814 г. за Франц Антон Игнац фон Тауфкирхен-Ибм (1782 – 1857).
Трети брак: на 2 август 1812 г. в Кастел с вдовицата на брат му Албрехт Фридрих Карл фон Кастел-Кастел, принцеса София Амалия Шарлота Хенриета фон Льовенщайн-Вертхайм-Фройденберг (* 2 април 1771, Вертхайм; † 25 май 1823, Рюденхаузен), дъщеря на 1. княз Йохан Карл Лудвиг фон Льовенщайн-Вертхайм-Фройденберг (1740 – 1816) и ландграфиня Доротея Мария фон Хесен-Филипстал-Бархфелд (1738 – 1799). Бракът е бездетен.